# Daniel Schmutzhard
Daniel Schmutzhard (* 1982 in Aldrans) ist ein österreichischer Opernsänger (Bariton).

## Leben
Daniel Schmutzhard war Solist bei den Wiltener Sängerknaben und begann bereits während seiner Schulzeit am Tiroler Landeskonservatorium Innsbruck bei Karlheinz Hanser zu studieren und setzte sein Studium an der Universität für Musik und darstellende Kunst Wien bei Ralf Döring fort.
Von 2005 bis 2011 war er festes Ensemblemitglied an der Volksoper Wien und von 2011 bis 2018 an der Oper Frankfurt. Gleichzeitig arbeitet er auch gastierend, unter anderem bei den Bregenzer Festspielen, am Theater an der Wien, an der Berliner Staatsoper, der Pariser Oper und der Komischen Oper Berlin. 
Seit der Spielzeit 2018/19 ist er freischaffend tätig. 
Er ist seit 2011 mit der Opernsängerin Annette Dasch verheiratet und hat zwei Kinder.

## Rollen (Auswahl)
- HK Gruber: Geschichten aus dem Wienerwald (als Alfred), Bregenzer Festspiele 2014 und Theater an der Wien 2015
- Lehár: Die lustige Witwe (als Danilo)
- Massenet: Werther (als Albert)
- Mozart: Così fan tutte (als Guglielmo)
- Mozart: Don Giovanni (Titelrolle)
- Mozart: Le nozze di Figaro (als Conte Almaviva)
- Mozart: Die Zauberflöte (als Papageno)
- Puccini: La Bohème (als Marcello)
- Puccini: Madama Butterfly (als Sharpless)
- Puccini: Turandot (als Ping)
- Rossini: Il barbiere di Siviglia (als Figaro)
- Strauss: Ariadne auf Naxos (als Harlekin)
- Strauss: Capriccio (als Olivier)
- Strauß: Die Fledermaus (als Eisenstein und Dr. Falke)
- Tschaikowski: Onegin (Titelrolle)
- Tschaikowski: Orleanskaya Deva (als Dunois)
- Verdi: Don Carlo (als Rodrigo)
- Verdi: Falstaff (als Ford)
- Wagner: Lohengrin (als Heerrufer)
- Wagner: Das Rheingold (als Donner), Bayreuther Festspiele 2015
- Wagner: Rienzi (als Paolo Orsini)
- Wagner: Tannhäuser (als Wolfram von Eschenbach)
- Wagner: Die Meistersinger von Nürnberg (als Kothner)

## Aufnahmen (Auswahl)
- Bach: Weihnachtsoratorium. Mit Daniel Schmutzhard (Bariton), Paul Schweinester (Tenor), Chor und Solisten der Wiltener Sängerknaben, Academia Jacobus Stainer. Dirigent: Johannes Stecher. (Gramola, CD und DVD)